# Ямаґа

Яма́ґа (яп. 山鹿市, やまがし, МФА: [jamaga ɕi̥]?) — місто в Японії, в префектурі Кумамото.     Отримало статус міста 1954 року. Площа становить 299,67 км². Станом на 1 серпня 2011 року населення складало 54 874  осіб, густота населення — 183 осіб/км².     

## Історія
Ямаґа отримала статус міста 1 квітня 1954 року.